# Marina Alabau
Marina Alabau Neira (Sevilla, 31 de agosto de 1985) es una deportista española que compitió en vela, campeona olímpica, mundial y europea en la especialidad de windsurf. Comenzó compitiendo en la clase Mistral, y posteriormente en la clase RS:X. Estuvo casada con el regatista francés Alexandre Guyader.

## Trayectoria
Participó en tres Juegos Olímpicos de Verano, obteniendo una medalla de oro en Londres 2012, el cuarto lugar en Pekín 2008 y el quinto en Río de Janeiro 2016.
Ganó cinco medallas en el Campeonato Mundial de RS:X entre los años 2006 y 2014, y seis medallas en el Campeonato Europeo de RS:X entre los años 2007 y 2014. Además, logró una medalla de oro en el Campeonato Mundial de RS:One de 2012.
Se retiró de la competición en 2021. Por su trayectoria recibió el Premio Nacional del Deporte en 2012 y fue condecorada dos veces con la Real Orden del Mérito Deportivo, Medalla de plata en 2011 y Medalla de oro en 2013.

## Palmarés internacional
| Juegos Olímpicos   | Juegos Olímpicos         | Juegos Olímpicos  | Juegos Olímpicos |
| Año                | Lugar                    | Medalla           | Clase            |
| ------------------ | ------------------------ | ----------------- | ---------------- |
| 2012               | Londres (Reino Unido)    | Medalla de oro    | RS:X             |
| Campeonato Mundial |                          |                   |                  |
| Año                | Lugar                    | Medalla           | Clase            |
| 2006               | Torbole (Italia)         | Medalla de plata  | RS:X             |
| 2008               | Auckland (Nueva Zelanda) | Medalla de bronce | RS:X             |
| 2009               | Weymouth (Reino Unido)   | Medalla de oro    | RS:X             |
| 2011               | Perth (Australia)        | Medalla de bronce | RS:X             |
| 2014               | Santander (España)       | Medalla de plata  | RS:X             |
| Campeonato Europeo |                          |                   |                  |
| Año                | Lugar                    | Medalla           | Clase            |
| 2007               | Limassol (Chipre)        | Medalla de oro    | RS:X             |
| 2008               | Brest (Francia)          | Medalla de oro    | RS:X             |
| 2009               | Tel-Aviv (Israel)        | Medalla de oro    | RS:X             |
| 2010               | Sopot (Polonia)          | Medalla de oro    | RS:X             |
| 2013               | Madeira (Portugal)       | Medalla de oro    | RS:X             |
| 2014               | Çeşme (Turquía)          | Medalla de plata  | RS:X             |

| Campeonato Mundial de RS:One | Campeonato Mundial de RS:One | Campeonato Mundial de RS:One | Campeonato Mundial de RS:One |
| Año                          | Lugar                        | Medalla                      | Clase                        |
| ---------------------------- | ---------------------------- | ---------------------------- | ---------------------------- |
| 2012                         | Borácay (Filipinas)          | Medalla de oro               | RS:One                       |

## Condecoraciones
| Distinción                                                      | Año  |
| --------------------------------------------------------------- | ---- |
| Medalla de Plata - Real Orden del Mérito Deportivo              | 2011 |
| Medalla de Oro - Real Orden del Mérito Deportivo                | 2013 |
| Galardón                                                        | Año  |
| Premio Nacional del Deporte «Mejor deportista española del año» | 2012 |